# Витачек, Евгений Францевич
Евгений (Генрих) Францевич Вита́чек (чеш. Jevgenij Francevič Vitaček; 29 апреля 1880, Скленаржице — 16 февраля 1946, Москва) — русский и советский скрипичный мастер. Заслуженный мастер Республики (1924), Заслуженный деятель искусств РСФСР (1932).

## Биография

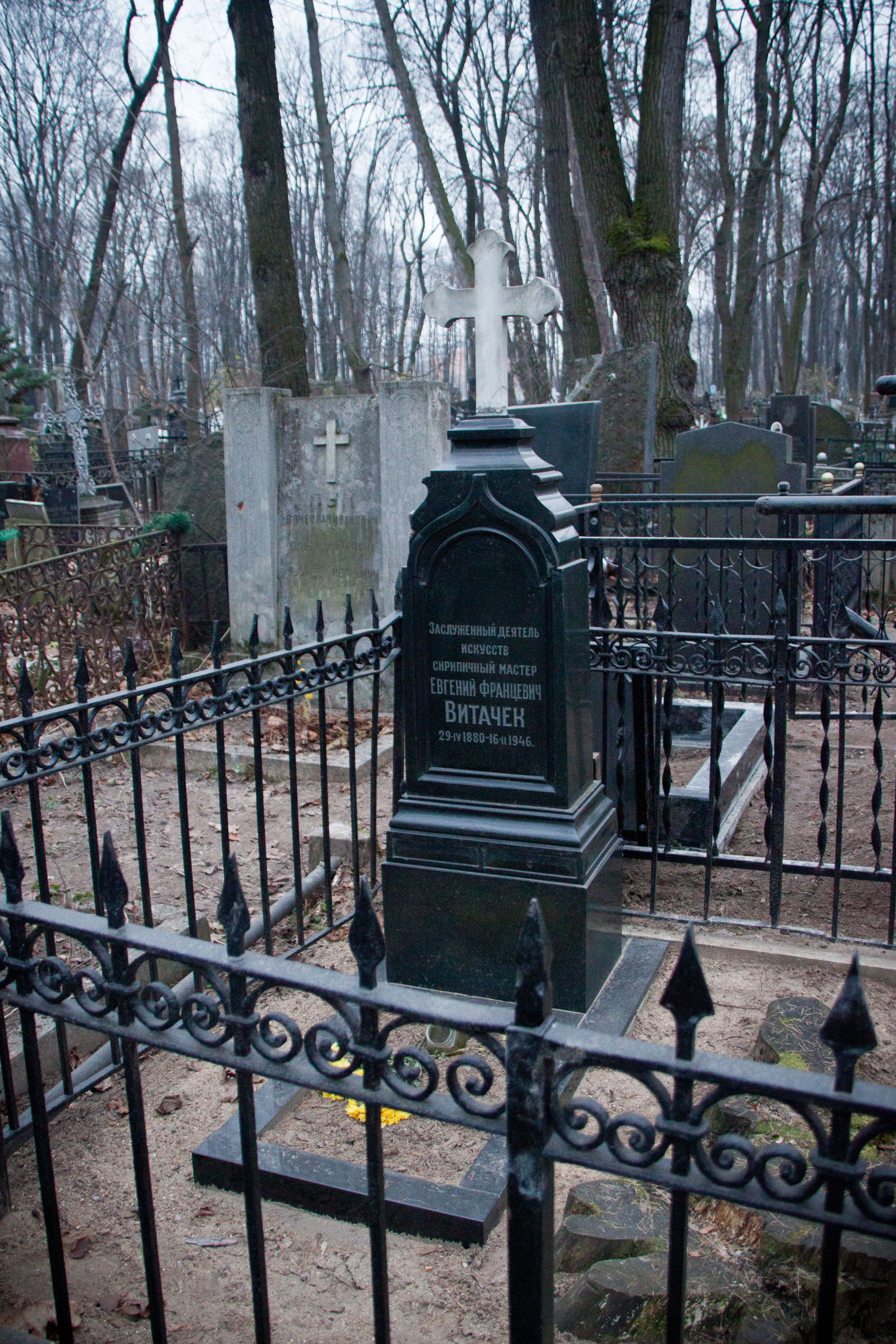
Могила Е. Ф. Витачека

Генрих Витачек родился 29 апреля 1880 года в чешском местечке Скленаржице в семье потомственных скрипичных мастеров. В 1885 году переехал из Чехии в Киев. Там он стал работать в мастерской своего дяди Франтишека Шпидлена, который занимался его обучением. В 1898 году Витачек переехал в Москву. В 1900 году принял подданство Российской империи и был крещён в православие, получив имя Евгений.
С 1889 по 1905 год Витачек самостоятельно изготавливал скрипки.
С 1905 снова стал работать в мастерской Ф. Шпидлена.
В 1909 году, после отъезда Шпидлена в Чехию, стал владельцем мастерской.
В 1907 году разработал собственную модель скрипки, которую он впоследствии неоднократно совершенствовал. В изготовлении своих инструментов Витачек опирался на чешские традиции, но использовал также итальянский, немецкий и австрийский опыт.
В 1913 году на всероссийском конкурсе, организованном Обществом друзей музыки, Витачек получил медаль и две премии. На инструментах мастера играли многие известные музыканты, среди которых Б. О. Сибор, Я. Кубелик, Э. Изаи и другие.
В 1918 году Евгений Витачек был одним из организаторов 1-й Государственной школы скрипичных мастеров, работал в ней преподавателем. В 1919 году был в числе организаторов Государственной коллекции старинных смычковых инструментов, являлся её хранителем до конца жизни.
С 1924 по 1931 был членом инструментоведческой секции Государственного института музыкальной науки. В 1927—1934 годах принимал участие в составлении «Технической энциклопедии» в 26-и томах под редакцией Л. К. Мартенса, автор статей по тематике «музыкальные инструменты».
В 1926 году получил первые премии на 1-й Всероссийской выставке-конкурсе смычковых музыкальных инструментов за скрипку и альт.
С 1930 года — заведующий опытной лабораторией смычковых инструментов; с 1932 года — художественный руководитель мастерской смычковых инструментов при Московской консерватории. Читал в консерватории курс струнно-смычкового инструментоведения.
В 1936 году был в числе организаторов и руководителей мастерской смычковых инструментов при Всекомпросвете.
Евгений Витачек жил в Москве на улице Большая Полянка, 1, где также находилась его мастерская. За всю свою жизнь создал более 400 инструментов.
Скончался в Москве 16 февраля 1946 года. Похоронен на Введенском кладбище (10 участок).

## Память
- В Чехии Витачеку установлен памятник[3].
- Именем Евгения Витачека названа Реставрационно-производственная мастерская Московской консерватории[3].
- Чешская писательница М. Котяткова написала в 1954 году роман «Скрипичный мастер ушёл на Восток», посвящённый жизни и творчеству Витачека[2].

## Семья
- Жена — Елизавета Фабиановна Витачек-Гнесина[3] (1879—1953), скрипачка, педагог. Одна из сестёр Гнесиных.
  - Сын — Фабий Евгеньевич Витачек[4] (1910—1983), композитор и педагог.